# Valero Energy
Die Valero Energy Corporation ist ein US-amerikanisches Mineralölunternehmen mit Hauptsitz in San Antonio, Texas.
Zum Portfolio von Valero gehören neben Erd- und Ethanolraffinerien, den entsprechenden Tanklagern auch eine Transportlogistik, wie Pipelines und Kesselwagen. Über nahezu 7000 Verkaufsstellen bringt Valero seine Produkte an den Endverbraucher. Über Valero, Beacon, Diamond Shamrock, Shamrock und Texaco in den USA. Über Ultramar in Kanada.Texaco im Vereinigten Königreich und Irland sowie Valeo in Mexiko. Valero Energy ist eines der größten im Fortune 500 gelisteten Unternehmen.

## Firmengeschichte
Die Valero Energy Corporation wurde am 1. Januar 1980 als Unternehmensnachfolger der Lo-Vaca Gathering Company, einer Erdgaspipeline-Tochtergesellschaft der Coastal Corporation mit Sitz in Houston, gegründet. LoVaca war zu diesem Zeitpunkt das Ziel von Klagen aufgebrachter Kunden, und die Probleme der Tochtergesellschaft verfolgten Coastal jahrelang. Coastal beglich schließlich 1,6 Milliarden Dollar der Klagen, indem es der LoVaca ausgliederte und den Klägern 55 % der Aktien an Valero übertrug. Zu diesem Zeitpunkt ist dies die größte Unternehmensausgliederung in der Geschichte der USA.
1984 nimmt Valero offiziell seine erste große Raffinerie in Corpus Christi, in Betrieb (später Corpus Christi Refineries West Plant genannt). Als letzte Basisraffinerie, die in den USA gebaut wurde, wird Valeros Corpus Christi-Investition als „Raffinerie der Zukunft“ bezeichnet. Bis heute ist sie eine der komplexesten und technologisch fortschrittlichsten Raffinerien der Welt. Im Jahr 1997 fusionierte Valero erdgasbezogenes Dienstleistungsgeschäft mit Pacific Gas and Electric und gliederte seine Raffinerieanlagen in eine neue Aktiengesellschaft, Valero Energy Corporation aus. Im selben Jahr erwirbt Valero drei neue Raffinerien von Basis Petroleum, zwei in Texas (Houston und Texas City) und eine in Louisiana (Krotz Springs, welche 2008 wieder verkauft wurde), und wird damit zum größten unabhängigen Raffinerieunternehmen an der Golfküste.
Mit dem Kauf der Paulsboro Raffiniere im Jahr 1998 in New Jersey, welche 2010 wieder verkauft wurde, wird Valero zum zweitgrößten unabhängigen Raffinerieunternehmen in den USA und tätigt damit seine erste Transaktion mit einer großen Ölgesellschaft (Mobil). Eine weitere Akquisition erfolgt im Jahr 2000 mit dem Kauf der Benicia-Raffinerie von Exxon in Nordkalifornien. Valero steigt damit in den Raffineriemarkt an der Westküste ein. Das Geschäft macht Valero zu einem der fünf größten Asphalthersteller des Landes und markiert den Einstieg des Unternehmens in die Bereiche Einzelhandel, Markengroßhandel und Marketing. Das Einzelhandelsgeschäft wurde 2013 wieder veräußert.
Seine bisher größte Transaktion schließt Valero 2001 mit der Fusion mit der in San Antonio ansässigen Ultramar Diamond Shamrock ab. Dadurch werden sechs weitere Raffinerien in das Portfolio von Valero aufgenommen werden: Ardmore, Oklahoma; Wilmington, Kalifornien; Denver, Colorado; McKee (Sunray, Texas) und Three Rivers, Texas; und Lévis, Quebec (später Jean Gaulin Raffinerie genannt). Die Raffinerie in Denver wurde im Jahr 2005 wieder verkauft. Durch die Übernahme erhielt Valero auch eine Beteiligung an einem Midstream-Logistikunternehmen, das später in Valero LP umbenannt wird und 2006 ausgegliedert und in NuStar Energy LP umbenannt wurde. Im selben Jahr expandiert Valero in Corpus Christi mit dem Kauf einer zweiten Raffinerie (später Corpus Christi Refineries East Plant genannt) und erwirbt zwei Asphalteraffinerien an der Westküste.
In den Jahren 2003 - 2004 erwirbt Valero die Raffinerie St. Charles von der Orion Refining Corporation in Süd-Louisiana und die Aruba-Raffinerie der El Paso Corporation sowie der damit verbundenen Schifffahrts-, Bunker- und Marketingaktivitäten. Die Aruba-Raffiniere wurde 2016 wieder veräußert. 2005 wird Valero mit der Übernahme von Premcor Inc. in einer 8 Milliarden US-Dollar Transaktion zum größten und geografisch vielfältigsten Raffineriebetreiber Nordamerikas. Durch die Übernahme werden vier Raffinerien in das Portfolio aufgenommen: Port Arthur, Texas; Memphis, Tennessee; Delaware City, Delaware*; und Lima, Ohio. Die Anlage in Delaware City wurde 2010, die in Lima 2007 geschlossen. Mit dem Kauf von sieben Ethanolanlagen von der VeraSun Energy Corporation in den Jahren 2009 - 2010 und der darauf erfolgten Gründung einer neuen Tochtergesellschaft für alternative Energien, t, die Valero Renewable Fuels Company LLC erweitert Valero sein Portfolio hin zu alternativen Energieträgern.
Die Ethanolanlagen befinden sich in Albert City, Charles City, Fort Dodge und Hartley, Iowa, Welcome, Minnesota, Aurora, South Dakota, und Albion, Nebraska. Valero stellte außerdem 33 Windturbinen im texanischen Panhandle fertig, die teilweise die McKee-Raffinerie mit Strom versorgen. Mit dem Kauf von drei weiteren Standorten (Bloomingburg, Ohio; Linden, Indiana; und Jefferson, Wisconsin) und einem weiteren Standort in Mount Vernon, Indiana, im Jahr 2014 wächst Valero Renewables auf 10 Ethanolanlagen. Valero steigt mit dem Kauf der Raffinerie Pembroke in Wales 2011 und den damit verbundenen Logistikanlagen und dem Marketinggeschäft im Vereinigten Königreich und Irland in den westeuropäischen Raffineriemarkt ein. Valero erwirbt außerdem seine 15. Raffinerie und die dazugehörigen Logistikanlagen in Meraux, Louisiana.
2012 entsteht zusammen mit Darling Ingredients Inc. ein Joint Venture, Diamond Green Diesel, um in der Nähe seiner Raffinerie in St. Charles eine Raffinerie für erneuerbaren Diesel mit einer Kapazität von 10.000 Barrel pro Tag zu errichten, in der recyceltes Tierfett, gebrauchtes Speiseöl und andere Rohstoffe zu erneuerbarem Dieselkraftstoff verarbeitet werden. 2013 wird Valero Energy Partners LP gegründet, um Rohöl- und Raffinerieprodukte-Pipelines, Terminals und andere Transport- und Logistikanlagen für die Valero-Raffinerien zu besitzen, zu betreiben, zu entwickeln und zu erwerben. Valero gliedert im selben Jahr sein Einzelhandelsgeschäft als unabhängiges Unternehmen aus, CST Brands Inc.

## Raffinerien
Valero betreibt mehrere Raffinerien in den Vereinigten Staaten von Amerika, Kanada und dem Vereinigten Königreich.

### Erdöl
| Standort                  | Land                           | Kapazität in Barrel/d |
| ------------------------- | ------------------------------ | --------------------- |
| Ardmore-Raffinerie        | USA (Oklahoma)                 | 90.000                |
| Benicia-Raffinerie        | USA (Kalifornien)              | 170.000               |
| Corpus Christi Raffinerie | USA (Texas)                    | 370.000               |
| Houston_Raffinerie        | USA (Texas)                    | 235.000               |
| Jean Gaulin-Raffinerie    | Kanada (Quebec)                | 235.000               |
| McKee-Raffinerie          | USA (Texas)                    | 200.000               |
| Memphis-Raffinerie        | USA (Tennessee)                | 195.000               |
| Meraux-Raffinerie         | USA (Louisiana)                | 135.000               |
| Pembroke-Raffinerie       | Vereinigtes Königreich (Wales) | 210.000               |
| Port Arthur-Raffinerie    | USA (Texas)                    | 395.000               |
| St. Charles-Raffinerie    | USA (Louisiana)                | 340.000               |
| Texas City-Raffinerie     | USA (Texas)                    | 260.000               |
| Three Rivers-Raffinerie   | USA (Texas)                    | 100.000               |
| Wilmington-Raffinerie     | USA (Kalifornien)              | 135.000               |

### Ethanol
| Standort     | Land               | Kapazität Mio. Liter/d |
| ------------ | ------------------ | ---------------------- |
| Albert City  | USA (Idaho)        | 511                    |
| Albion       | USA (Nebraska)     | 511                    |
| Aurora       | USA (South Dakota) | 530                    |
| Bloomingburg | USA (Ohio)         | 511                    |
| Bluffton     | USA (Indiana)      | 492                    |
| Charles City | USA (Idaho)        | 530                    |
| Dodge        | USA (Idaho)        | 530                    |
| Hartley      | USA (Idaho)        | 530                    |
| Lakota       | USA (Idaho)        | 416                    |
| Linden       | USA (Indiana)      | 511                    |
| Mount Vernon | USA (Indiana)      | 416                    |
| Welcome      | USA (Montana)      | 529q                   |

Quelle: 